# 2-NI-
『2-NI-』（に）は、ゆず通算10作目のオリジナルアルバム。2011年2月16日発売。発売元はセーニャ・アンド・カンパニー。

## 解説
前作『FURUSATO』から約1年4ヶ月振りのアルバム。初回盤はデジパック仕様+透明三方背ケース+60Pブックレットと「DOCUMENT FILMS 2-NI-の世界」を収録しているDVD付きとなっている（ちなみに通常盤もデジパック仕様となっている）。初回盤、通常盤の初回生産分にはツアーの舞台裏やライブ直後の二人に会える「YUZU ARENA TOUR 2011 2-NI- × FUTARI」のライブチケット付きスペシャルバックステージツアー応募ハガキが封入されている。アルバムのアートワークは現代美術家・名和晃平が手掛けた。
「2-NI-」というタイトルは、FURUSATOツアーが終わる少し前には思い浮かんでいた（『ゆずのオールナイトニッポンGOLD』より）。
大抵アルバムを作るときは曲がいくつか出来てからテーマを考えていたが、今回の作品は初めに「2-NI-」というテーマがあり、そのテーマに合った曲を作っていった（ラジオより）。
前作に続いて2作連続、通算10作目の1位を獲得。
3月23日に収録曲の「第九のベンさん」がThe feversの名前でシングルカットされて発売する予定であったが、東日本大震災の影響で5月4日に延期となった。

## 収録曲
| #         | タイトル                                      | 作詞         | 作曲                 | 時間  |
| --------- | --------------------------------------------- | ------------ | -------------------- | ----- |
| 1.        | 「Overture 2-NI-」(編曲: 蔦谷好位置 & ゆず)   | -            | ゆず                 | 1:07  |
| 2.        | 「HAMO」(Strings: 弦一徹)                     | 北川悠仁     | 北川悠仁             | 4:53  |
| 3.        | 「桜会」(Album Version)                       | 北川悠仁     | 北川悠仁             | 5:08  |
| 4.        | 「from」                                      | 岩沢厚治     | 岩沢厚治             | 5:03  |
| 5.        | 「彼方」                                      | 北川悠仁     | 北川悠仁             | 4:51  |
| 6.        | 「蜃気楼」                                    | 岩沢厚治     | 岩沢厚治             | 1:24  |
| 7.        | 「慈愛への旅路」(Album Mix / Strings: 弦一徹) | 北川悠仁     | 北川悠仁             | 5:25  |
| 8.        | 「1か8」                                      | 岩沢厚治     | 岩沢厚治             | 3:49  |
| 9.        | 「代官山リフレイン」                          | 北川悠仁     | 北川悠仁             | 4:11  |
| 10.       | 「Interlude 〜The fevers ある日の風景〜」     |              |                      | 0:32  |
| 11.       | 「第九のベンさん」                            | 大工の仁さん | 大工の仁さん・岩さん | 3:39  |
| 12.       | 「マイライフ」                                | 岩沢厚治     | 岩沢厚治             | 4:19  |
| 13.       | 「Interlude 〜影法師〜」                      |              |                      | 0:45  |
| 14.       | 「背中」                                      | 北川悠仁     | 北川悠仁             | 5:07  |
| 15.       | 「Hey和」(Album Version)                      | 北川悠仁     | 北川悠仁             | 5:45  |
| 合計時間: | 合計時間:                                     | 合計時間:    | 合計時間:            | 55:58 |

## 楽曲解説
1. Overture 2-NI-
2. HAMO 
イオン「HAPPY NEW ÆON SALE」CMソング
ABCテレビ『ガラスの地球を救えスペシャル ワンダーアース 〜地球はアートで満ちている〜』テーマソング
NHK総合テレビ『めざせ!2020年のオリンピアン/パラリンピアン』テーマソング
2月1日放送の『ゆずのオールナイトニッポンGOLD』で初オンエア。ラジオ内で「このアルバムの核となる曲」と話していた。「HAMO」というタイトルは「ハーモニー」から来ているとのこと。
2015年からは北川がレギュラーMCとして出演する『めざせ!2020年のオリンピアン/パラリンピアン』のテーマソングとなっている。
ミュージック・ビデオは京都で撮影された。
後に「YUZU 20th Anniversary ALL TIME BEST ALBUM ゆずイロハ 1997-2017」に収録された。
3. 桜会 (Album Version) 
30thシングル。アウトロがシングルとは異なり少し長くなっている。
JR西日本『山陽・九州新幹線直通1周年キャンペーン』CMソング（2012年）
4. from
32ndシングル。
5. 彼方
今までとは違う、新しい作り方をした曲だという。次トラック「蜃気楼」と音が繋がっている。
JR西日本『山陽・九州新幹線「みずほ」「さくら」観光篇』CMソング（2011年）
6. 蜃気楼
7. 慈愛への旅路 (Album Mix)
31stシングル。第2回横浜国際女子マラソンイメージソング
8. 1か8
読み方は「いちかばち」ではなく「いちかはち」。
9. 代官山リフレイン
もともとは「歩道橋」というタイトルだったが、岩沢に聞かせた際「これ、歩道橋じゃなくて代官山じゃね？」といわれこのタイトルにしたという。
初回版のDVDにはこの曲のMVが収録されている。
10. Interlude 〜The fevers ある日の風景〜
11. 第九のベンさん
TRICERATOPSが演奏とコーラスで参加している。
5月4日にThe feversの名前でシングルカットされて発売。
12. マイライフ
30thシングル。ダスキン企業タイアップソング
13. Interlude 〜影法師〜
14. 背中
15. Hey和 (Album Version)
33rdシングル。日本赤十字社"はたちの献血"キャンペーンソング。
コーラスとパイプオルガンの音から始まる点がシングルとは異なる。シングル購入者限定ライブではこのアルバムバージョンが披露された。

### 初回限定版DVD
DOCUMENT FILMS 2-NI-の世界
アルバムの制作風景やインタビューなどが収録されている。
「HAMO」（録歌選 2-NI-のものと異なる）、「代官山リフレイン」、「Hey和 (Album Version)」のMVも見ることができる。

## 参加ミュージシャン
- 北川悠仁：Vocal, Acoustic Guitar, Tambourine
- 岩沢厚治：Vocal, Acoustic Guitar, Harp

Overture 2-NI-
- ゆず：Acoustic Guitar Tracks
- 蔦谷好位置：Programming, All Other Instruments

HAMO
- 蔦谷好位置：Programming, All Other Instruments
- 松原“マツキチ”寛：Drums
- 種子田健：Bass
- 佐藤健治 (Be.)：Electric Guitar
- 弦一徹ストリングス：Strings
- 高桑英世：Flute
- 庄司知史：Oboe
- 山根公男：Clarinet
- 井上俊次：Fagotto
- 南浩之：Horn

桜会 (Album Version)
- 蔦谷好位置：Programming, All Other Instruments
- 松原“マツキチ”寛：Drums
- 種子田健：Bass
- 名越由貴夫：Electric Guitar
- 弦一徹：Violin
- 庄司知史：Oboe
- 山本拓夫：Flute
- 西村浩二：Trumpet
- 北川悠仁：Gran Cassa
- 岩沢厚治：Open Symbal

from
- 蔦谷好位置：Programming, All Other Instruments
- Armin Takeshi Linzbichler：Drums
- 林由恭：Bass
- 佐藤健治 (Be.)：Electric Guitar
- 弦一徹：Violin
- カメルーン真希：Viola
- 森田香織：Cello

彼方
- 蔦谷好位置：Programming, All Other Instruments
- 松原“マツキチ”寛：Drums
- 種子田健：Bass
- 佐藤健治 (Be.)：Electric Guitar
- 佐藤帆乃佳：Violin

蜃気楼
- 蔦谷好位置：Programming, All Other Instruments

慈愛への旅路 (Album Mix)
- 蔦谷好位置：Programming, All Other Instruments
- 松原“マツキチ”寛：Drums
- 種子田健：Bass
- 名越由貴夫：Electric Guitar
- 弦一徹ストリングス：Strings

1か8
- 蔦谷好位置：Programming, All Other Instruments
- 佐々木貴之：Electric Guitar

代官山リフレイン
- 蔦谷好位置：Programming, All Other Instruments
- 松原“マツキチ”寛：Drums
- 種子田健：Bass
- 田中義人：Electric Guitar
- Be.：Additional Acoustic Guitar
- 弦一徹：Violin
- 豊田耕三：Irish Flute

Interlude ～The fevers ある日の風景～
- 出演：大工の仁さん, 大工の岩さん, 大工の唱さん (友情出演)
- 脚本：北川亜門
- 監督：The fevers

第九のベンさん
- 北川悠仁：Vocal, Acoustic Guitar, Tambourine, Chorus
- 岩沢厚治：Vocal, Acoustic Guitar, Chorus
- 和田唱：Electric Guitar, Chorus
- 林幸治：Bass, Chorus
- 吉田佳史：Drums, Chorus
- 蔦谷好位置：Sound Adviser

マイライフ
- 蔦谷好位置：Programming, All Other Instruments
- 松原“マツキチ”寛：Drums
- 大神田智彦：Bass
- 名越由貴夫：Electric Guitar

Interlude ～影法師～
- 蔦谷好位置：Programming, All Other Instruments
- 森田香織, 岩永知樹：Cello
- 川村幹子：Fagotto
- 庄司知史：Oboe

背中
- 蔦谷好位置：Programming, All Other Instruments
- 森田香織, 岩永知樹：Cello
- 川村幹子：Fagotto
- 庄司知史：Oboe

Hey和 (Album Version)
- 蔦谷好位置：Programming, All Other Instruments
- 東京混成合唱団, 東京大学柏葉会合唱団：Chorus